# Publi Corneli Balb
Publi Corneli Balb va ser germà de Lluci Corneli Balb Major i va rebre junt amb ell la ciutadania romana. Va residir a Roma i va morir algun temps després no se sap si a Roma o Gades d'on era originari.
El seu cognomen original probablement tenia una certa semblança amb el llatí Balbus, potser relacionat amb el déu fenici Baal. El nom Corneli va ser el que van adoptar ell i el seu germà en honor del cònsol Gneu Corneli Lèntul, sota el mandat del qual van obtenir la ciutadania.